# Maillé (Vienne)
Pour les articles homonymes, voir Maillé.
Maillé est une commune du centre-ouest de la France, située dans le département de la Vienne en région Nouvelle-Aquitaine.

## Géographie

### Communes limitrophes
|         | Vouzailles | Champigny-en-Rochereau |
| Cherves | Maillé     | Frozes                 |
|         | Ayron      | Chiré-en-Montreuil     |

### Climat
Pour des articles plus généraux, voir Climat de la Nouvelle-Aquitaine et Climat de la Vienne.
Historiquement, la commune est exposée à un climat océanique du nord-ouest.  
En 2020, Météo-France publie une typologie des climats de la France métropolitaine dans laquelle la commune est exposée à un climat océanique altéré et est dans la région climatique  Poitou-Charentes, caractérisée par un bon ensoleillement, particulièrement en été et des vents modérés.
Pour la période 1971-2000, la température annuelle moyenne est de 11,6 °C, avec une amplitude thermique annuelle de 14,8 °C. Le cumul annuel moyen de précipitations est de 731 mm, avec 11,1 jours de précipitations en janvier et 6,9 jours en juillet. Pour la période 1991-2020, la température moyenne annuelle observée sur la station météorologique la plus proche, située sur la commune de Vouillé à 7 km à vol d'oiseau, est de 12,3 °C et le cumul annuel moyen de précipitations est de 656,6 mm,. Pour l'avenir, les paramètres climatiques de la commune estimés pour 2050 selon différents scénarios d’émission de gaz à effet de serre sont consultables sur un site dédié publié par Météo-France en novembre 2022.

## Urbanisme

### Typologie
Au 1er janvier 2024, Maillé est catégorisée bourg rural, selon la nouvelle grille communale de densité à sept niveaux définie par l'Insee en 2022.
Elle est située hors unité urbaine. Par ailleurs la commune fait partie de l'aire d'attraction de Poitiers, dont elle est une commune de la couronne,. Cette aire, qui regroupe 97 communes, est catégorisée dans les aires de 200 000 à moins de 700 000 habitants,.

### Occupation des sols
L'occupation des sols de la commune, telle qu'elle ressort de la base de données européenne d’occupation biophysique des sols Corine Land Cover (CLC), est marquée par l'importance des territoires agricoles (94,2 % en 2018), en diminution par rapport à 1990 (95,3 %). La répartition détaillée en 2018 est la suivante : 
terres arables (93,1 %), zones urbanisées (5,8 %), zones agricoles hétérogènes (1,1 %). L'évolution de l’occupation des sols de la commune et de ses infrastructures peut être observée sur les différentes représentations cartographiques du territoire : la carte de Cassini (XVIIIe siècle), la carte d'état-major (1820-1866) et les cartes ou photos aériennes de l'IGN pour la période actuelle (1950 à aujourd'hui).

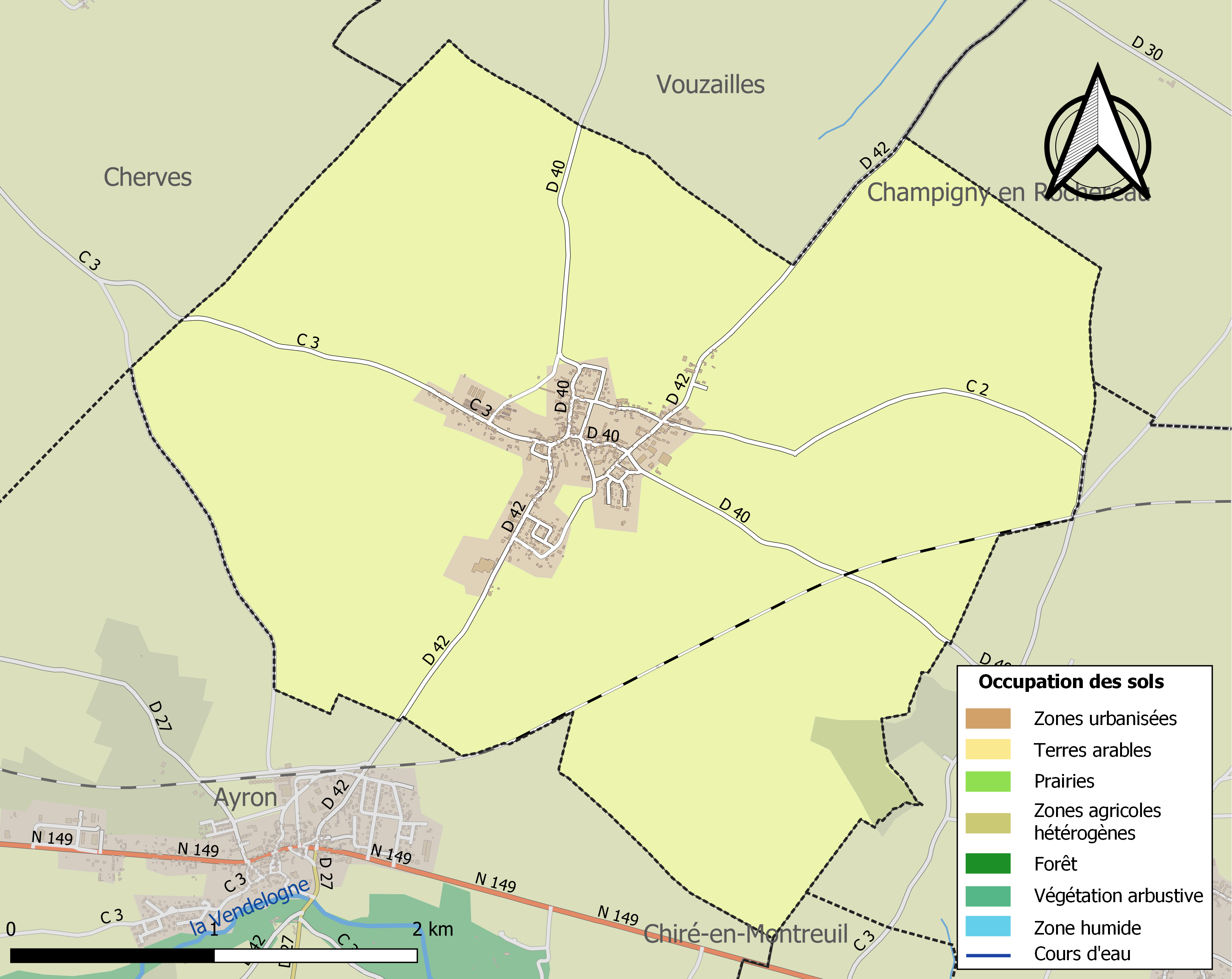
Carte des infrastructures et de l'occupation des sols de la commune en 2018 (CLC).

### Risques majeurs
Le territoire de la commune de Maillé est vulnérable à différents aléas naturels : météorologiques (tempête, orage, neige, grand froid, canicule ou sécheresse), mouvements de terrains et séisme (sismicité modérée). Il est également exposé à un risque technologique,  le transport de matières dangereuses. Un site publié par le BRGM permet d'évaluer simplement et rapidement les risques d'un bien localisé soit par son adresse soit par le numéro de sa parcelle.

#### Risques naturels

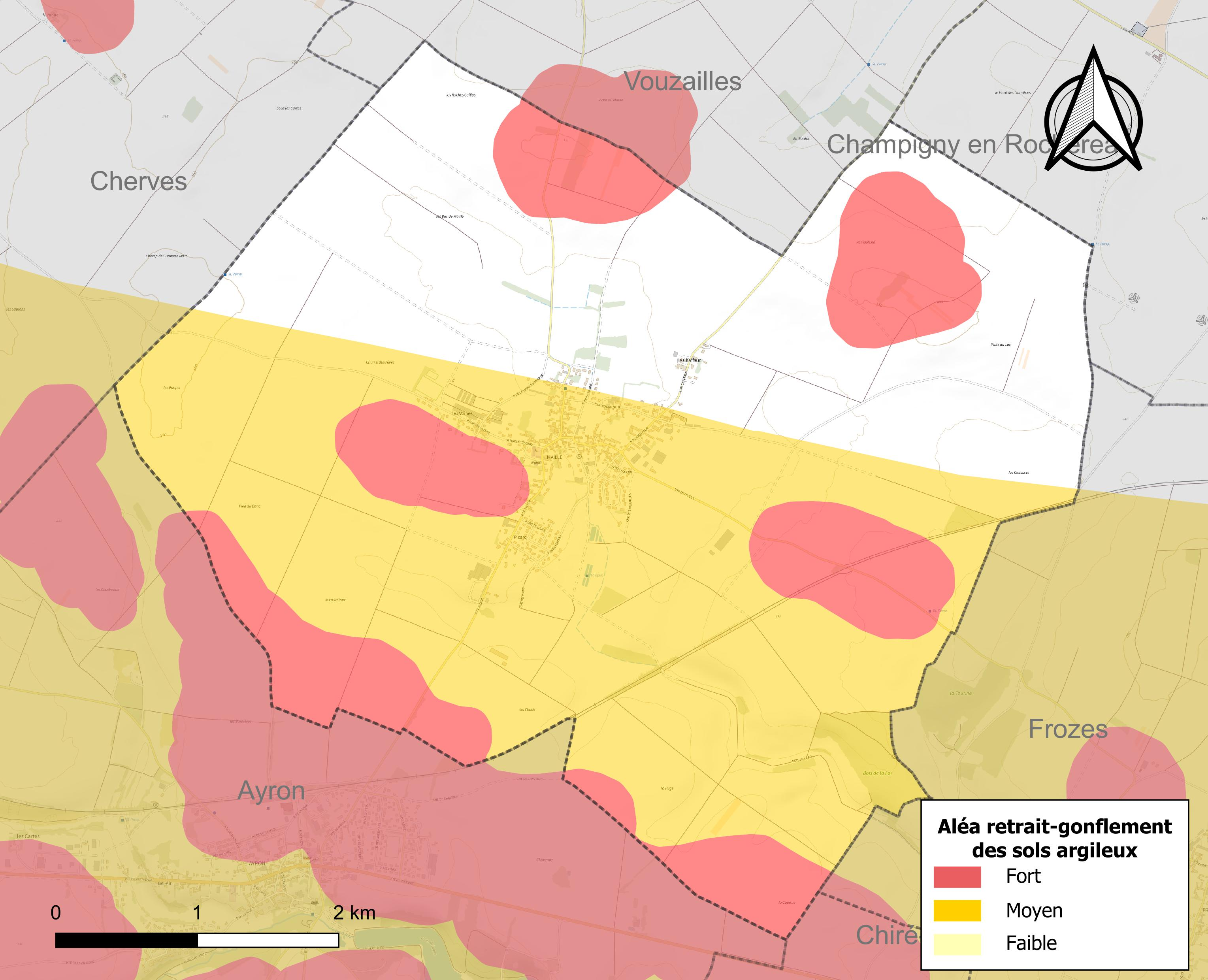
Carte des zones d'aléa retrait-gonflement des sols argileux de Maillé.

Les mouvements de terrains susceptibles de se produire sur la commune sont des tassements différentiels. Le retrait-gonflement des sols argileux est susceptible d'engendrer des dommages importants aux bâtiments en cas d’alternance de périodes de sécheresse et de pluie. 65,9 % de la superficie communale est en aléa moyen ou fort (79,5 % au niveau départemental et 48,5 % au niveau national). Depuis le 1er octobre 2020, en application de la loi ÉLAN, différentes contraintes s'imposent aux vendeurs, maîtres d'ouvrages ou constructeurs de biens situés dans une zone classée en aléa moyen ou fort,.
La commune a été reconnue en état de catastrophe naturelle au titre des dommages causés par les inondations et coulées de boue survenues en 1982, 1983, 1999 et 2010 et par des mouvements de terrain en 1999 et 2010.

## Histoire
Le 2 avril 1941, un Lockheed Hudson, type Super Electra 14, du 220 squadron de la Royal Air Force (surveillance maritime), se pose à Maillé, après s’être égaré (le pilote pensait se poser en Écosse). Les quatre hommes d’équipage sont évacués vers l’Angleterre via Poitiers, Civray et Marseille, grâce à la mobilisation d’une cinquantaine d’habitants de la Vienne.

## Politique et administration

### Liste des maires
| Période    | Période    | Identité           | Étiquette | Qualité |
| ---------- | ---------- | ------------------ | --------- | ------- |
| 12/08/1900 |            | Louis Rivière      |           |         |
| 10/12/1919 |            | Gustave Rivière    |           |         |
| 17/06/1923 | 17/05/1925 | Maximin Motheau    |           |         |
| 17/05/1925 | 17/04/1932 | Armand Coulombier  |           |         |
| 17/04/1932 | 17/05/1945 | Émile Dadu         |           |         |
| 17/05/1945 | 23/03/1959 | Norbert Coulombier |           |         |
| 23/03/1959 | 19/08/1962 | Albert Moinard     |           |         |
| 19/08/1962 | 25/02/1965 | Maurice Dadu       |           |         |
| 25/02/1965 | 17/06/1995 | Charles Dadu       |           |         |
| 17/06/1995 | 27/06/1997 | Patrick Le Court   |           |         |
| 27/06/1997 | 22/03/2008 | Jacky Rassinoux    |           |         |
| 22/03/2008 | En cours   | Hubert Lacoste     |           |         |

### Instances judiciaires et administratives
La commune relève du tribunal d'instance de Poitiers, du tribunal de grande instance de Poitiers, de la cour d'appel de Poitiers, du tribunal pour enfants de Poitiers, du conseil de prud'hommes de Poitiers, du tribunal de commerce de Poitiers, du tribunal administratif de Poitiers et de la cour administrative d'appel de Bordeaux, du tribunal des pensions de Poitiers, du tribunal des affaires de la Sécurité sociale de la Vienne, de la cour d’assises de la Vienne.

### Services publics
Les réformes successives de la Poste ont conduit à la fermeture de nombreux bureaux de poste ou à leur transformation en simple relais. Toutefois, la commune a pu maintenir le sien.

## Démographie
L'évolution du nombre d'habitants est connue à travers les recensements de la population effectués dans la commune depuis 1793. Pour les communes de moins de 10 000 habitants, une enquête de recensement portant sur toute la population est réalisée tous les cinq ans, les populations de référence des années intermédiaires étant quant à elles estimées par interpolation ou extrapolation. Pour la commune, le premier recensement exhaustif entrant dans le cadre du nouveau dispositif a été réalisé en 2004.

En 2022, la commune comptait 640 habitants, en évolution de −6,02 % par rapport à 2016 (Vienne : +0,6 %, France hors Mayotte : +2,11 %).
| 1793 | 1800 | 1806 | 1821 | 1831 | 1836 | 1841 | 1846 | 1851 |
| ---- | ---- | ---- | ---- | ---- | ---- | ---- | ---- | ---- |
| 321  | 365  | 369  | 431  | 422  | 417  | 442  | 467  | 480  |

| 1856 | 1861 | 1866 | 1872 | 1876 | 1881 | 1886 | 1891 | 1896 |
| ---- | ---- | ---- | ---- | ---- | ---- | ---- | ---- | ---- |
| 499  | 491  | 529  | 492  | 533  | 534  | 545  | 544  | 514  |

| 1901 | 1906 | 1911 | 1921 | 1926 | 1931 | 1936 | 1946 | 1954 |
| ---- | ---- | ---- | ---- | ---- | ---- | ---- | ---- | ---- |
| 504  | 463  | 474  | 431  | 434  | 409  | 412  | 338  | 364  |

| 1962 | 1968 | 1975 | 1982 | 1990 | 1999 | 2004 | 2006 | 2009 |
| ---- | ---- | ---- | ---- | ---- | ---- | ---- | ---- | ---- |
| 326  | 336  | 319  | 327  | 404  | 427  | 486  | 535  | 587  |

| 2014 | 2019 | 2022 | - | - | - | - | - | - |
| ---- | ---- | ---- | - | - | - | - | - | - |
| 659  | 642  | 640  | - | - | - | - | - | - |

En 2008, selon l’Insee, la densité de population de la commune était de 46 hab./km2 contre 61 hab./km2 pour le département, 68 hab./km2 pour la région Poitou-Charentes et 115 hab./km2 pour la France.

## Économie
Selon la direction Régionale de l'Alimentation, de l'Agriculture et de la Forêt de Poitou-Charentes, il n'y a plus que 10 exploitations agricoles en 2010 contre 21 en 2000.
Les surfaces agricoles utilisées ont diminué et sont passées de 1 226 hectares en 2000 à 1 110 hectares en 2010. 74 % sont destinées à la culture des céréales (blé tendre essentiellement mais aussi orge et maïs) et 19 % pour les oléagineux (colza). En 2000,3 hectares (0 en 2010) étaient consacrés à la vigne.

## Culture locale et patrimoine

### Lieux et monuments

#### Patrimoine civil et religieux
- Église Saint-Théophane-Vénard de Maillé.
- Chapelle de Maillé est inscrite comme Monument Historique depuis 1947 pour le portail et les fenêtres[25].

#### Patrimoine naturel

##### La plaine de Vouzailles
Elle est située au cœur du Seuil du Poitou. Elle est classée comme zone naturelle d'intérêt écologique, faunistique et floristique (ZNIEFF). Elle couvre un vaste secteur de la bande de calcaires jurassiques qui forme un croissant entre Poitiers et Thouars. Elle couvre en partie ou en totalité le territoire de 11 communes (Amberre, Ayron, Chalandray, Champigny-le-Sec, Cherves, Cuhon, Maillé, Maisonneuve, Massognes, Le Rochereau, Vouzailles). Il s’agit d’une plaine faiblement ondulée. Les sols sont argilo-calcaires, profonds et fertiles : ce sont de groies, terres riches qui font l’objet d’une céréaliculture intensive. Les cultures céréalières sont interrompues çà et là par quelques îlots de vignobles traditionnels. La plaine de Vouzailles présente, donc, un paysage très ouvert. Elle est emblématique de ces plaines cultivées du Centre-Ouest de la France.
Malgré cette présence très forte de l’homme, de nombreux oiseaux ont pu se maintenir jusqu’à nos jours. Ces espèces comprennent notamment des espèces à affinités steppiques qui ont su s’adapter - du moins jusqu’à une époque récente, à une agriculture restée traditionnelle qui généraient une mosaïque d’emblavures suffisamment diversifiée pour subvenir à leurs besoins vitaux.
La plaine de Vouzailles, comme celle du Mirebelais et du Neuvillois, abrite un très important noyau reproducteur d’Outarde canepetière (47 couples en 2000). C’est une espèce en très fort déclin en Europe de l’Ouest (plus de 50 % de diminution des effectifs) et dont la région Poitou-Charentes constitue, avec la plaine de la Crau, un des derniers sites de nidification en France. Cette population représente plus du tiers de la population nationale. L’outarde est une espèce migratrice présente dans les plaines poitevines entre avril et octobre. C’est une espèce d’origine steppique qui a su s’adapter aux plaines ouvertes où l’activité agricole principale est de type polyculture-élevage. Pour leur parade, les mâles utilisent les parcelles à végétation basse et peu dense alors que les parcelles de luzerne sont activement recherchées en période de reproduction pour leurs ressources en insectes. Toutefois, le développement d’une agriculture modernisée ces dernières années est responsable du déclin dramatique de l’outarde. Ainsi, les effectifs nicheurs ont diminué de plus de 50 % en 6 ans. En effet, l’utilisation systématique des tracteurs détruit les nichées situées au sol ; l’utilisation d’insecticides provoquent une diminution importante voire la disparition des insectes, nourriture principale de ces oiseaux, l’augmentation de la taille des parcelles et le recours croissant au maïs irrigué ont modifié considérablement en peu d’années le biotope de ces oiseaux.
L’ornithologue amateur pourra, aussi, voir :
- Le Bruant ortolan (une centaine de couples) qui se trouve à proximité des vignes. C’est une espèce en fort déclin en Europe. Dans toute la moitié nord de la France, on ne compte que 60 à 70 couples. Cette espèce fait l’objet d’une protection sur tout le territoire français ;
- Les busards sont des rapaces typiques des milieux ouverts (landes, steppes, marécages). Ils nichent aujourd'hui principalement dans les céréales à la suite de la réduction de leurs habitats naturels. Leurs effectifs sont étroitement liés aux fluctuations d’abondance des campagnols des champs qui constituent l’essentiel de leur alimentation et en font d’utiles auxiliaires de l’agriculture. Le Busard cendré et le Busard Saint-Martin sont tous les deux des espèces protégées dans toute la France. Le busard cendré utilise les céréales à paille pour installer son nid. Son territoire de chasse recouvre la plaine et ses abords : il y recherche gros insectes et campagnols.
- La Chevêche d’Athéna ;
- Le Petit-duc scops ;
- L'œdicnème criard (espèce protégée dans toute la France). Il recherche la plaine pour se reproduire, pour nicher, dans des zones de terre nue, souvent pierreuses ou avec une maigre végétation rase, sur sol sec. Il pond à même le sol, souvent dans un semis de tournesol ou entre deux rangs de vigne. C’est un gros consommateur d’insectes, d’escargots et de limaces. À l’automne, les familles se rassemblent en des lieux favorables réutilisés année après année. Les groupes atteignent parfois 300 individus avant leur départ en migration vers le sud, Espagne ou Afrique. Quelques oiseaux hivernent sur place
- La Perdrix grise ;
- Le Pluvier doré, une espèce limicole qui trouve en la plaine de Vouzailles le principal site d’hivernage dans le département de la Vienne durant la mauvaise saison où ils peuvent encore capturer les invertébrés du sol qui représentent l’essentiel de leur nourriture;
- Le Vanneau huppé une espèce limicole qui trouve en la plaine de Vouzailles le principal site d’hivernage dans le département de la Vienne durant la mauvaise saison où ils peuvent encore capturer les invertébrés du sol qui représentent l’essentiel de leur nourriture ;

### Personnalités liées à la commune
- Stanislas Dadu, Sénateur

### Articles de Wikipédia
- Liste des communes de la Vienne
- Anciennes communes de la Vienne

## Sources